# Theodor Heuss
Theodor Heuss (ur. 31 stycznia 1884 w Brackenheim, zm. 12 grudnia 1963 w Stuttgarcie) – niemiecki polityk i publicysta, pierwszy prezydent RFN (1949–1959), założyciel i pierwszy przewodniczący Wolnej Partii Demokratycznej (FDP). Uważany za jednego z ojców niemieckiej Ustawy Zasadniczej.

## Życiorys
Syn mistrza budowlanego Ludwiga Heussa (1853–1903) i jego żony Elisabeth Gümbel (1853–1927). Miał dwóch starszych braci lekarza Ludwiga (1881–1932) i architekta Hermanna (1882–1959). Po maturze Heuss studiował ekonomię i historię sztuki na uniwersytetach w Monachium i w Berlinie. W 1905 uzyskał tytuł doktora nauk politycznych, pod kierunkiem Lujo von Brentano, za pracę naukową o uprawach i producentach win w regionie Heilbronn nad Neckarem.

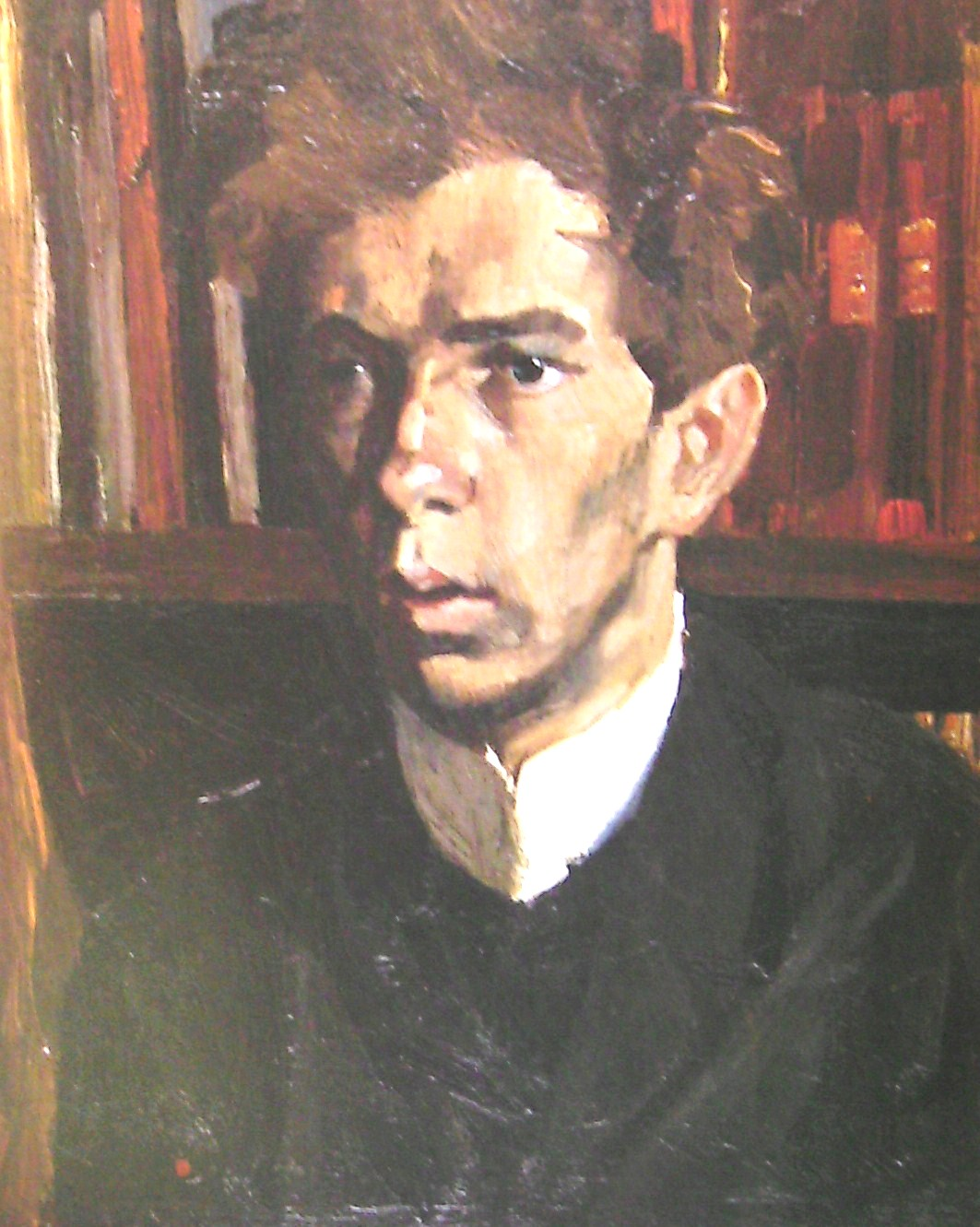
Portret Theodora Heussa z 1905 roku, autorstwa Alberta Weisgerbera.

Po studiach został współpracownikiem Friedricha Naumanna, publikując od 1905 do 1912 w prowadzonym przez niego liberalnym tygodniku „Die Hilfe”. W 1910 roku zaczął współpracę z Postępową Partią Ludową.
Następnie przeniósł się do Heilbronn, gdzie w latach 1912–1918 był redaktorem naczelnym „Neckar-Zeitung”, dodatkowo pisał felietony do ukazującego się w Monachium czasopisma „Der Kunstwart” oraz fachowego pisma o sztuce dekoracyjnej „Dekorative Kunst”, gdzie pisał o architekturze i projektowaniu.
W 1918 powrócił do Berlina, gdzie wstąpił do Niemieckiej Partii Demokratycznej (DDP) i został członkiem zarządu Deutscher Werkbund (pol. Niemiecki Związek Twórczy). W latach 1918–1922 był redaktorem tygodnika „Deutsche Politik”. W 1919 roku został wybrany do rady dzielnicy Berlina – Schönebergu, a rok później został zatrudniony na stanowisku docenta w berlińskiej Hochschule für Politik. Od 1923 do 1926 wydawał pismo „Die Deutsche Nation”.
W latach 1924–1928 i 1930-1933 był posłem do Reichstagu z list DDP. W swojej publikacji Hitlers Weg, krytykował Hitlera i nazizm, a książka ta była publicznie palona w Berlinie podczas zorganizowanej przez narodowych socjalistów akcji palenia książek w 1933 roku.
Po dojściu Hitlera do władzy zwolniony z pracy na uczelni i pozbawiony mandatu posła. Ograniczył działalność publicystyczną (w 1936 roku otrzymał zakaz publikowania), skupiając się na pisaniu biografii – w 1937 napisał biografię Friedricha Naumanna, w 1940 Antona Dohrna oraz w 1942 Justusa von Liebiga. Pod pseudonimem Thomas Brackheim nawiązał współpracę z tygodnikiem Frankfurter Zeitung, a w 1940 roku napisał osiem niepolitycznych artykułów do kontrolowanego przez Ministerstwo Propagandy tygodnika „Das Reich”. W czasie wojny utrzymywał stałe kontakty z działaczami antyhitlerowskiego ruchu oporu, w tym z Julisem Leberem.

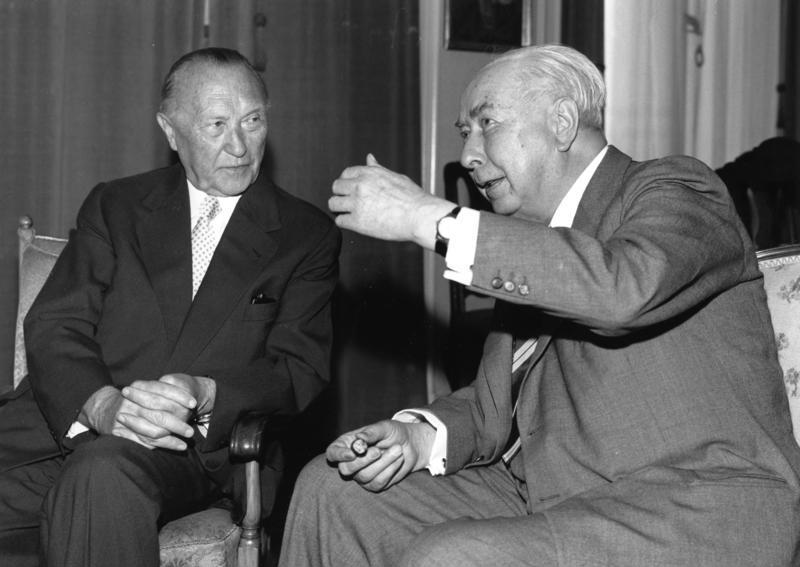
Konrad Adenauer i Theodor Heuss (z prawej) podczas spotkania w Bonn (1959)

W 1945 Heuss został powołany przez amerykańskie władze okupacyjne na stanowisko ministra kultury w Wirtembergii-Badenii. W tym samym roku był jednym z założycieli tygodnika „Rhein-Neckar-Zeitung”. W 1946 został członkiem landtagu i przewodniczącym nowo powołanej w amerykańskiej strefie okupacyjnej partii liberalnej – Demokratische Volkspartei (DVP). Rok później uzyskał posadę profesora honorowego na Technische Hochschule w Stuttgarcie i został wybrany do Rady Parlamentarnej Niemiec.
12 grudnia 1948 w Happenheim zainicjował powstanie Wolnej Partii Demokratycznej (FDP) i został wybrany jej pierwszym przewodniczącym. W sierpniu 1949 zdobył mandat deputowanego do Bundestagu, a 12 września tegoż roku został wybrany przez Zgromadzenie Federalne na pierwszego Prezydenta Republiki Federalnej, w 1954 roku bez głosów przeciwnych wybrany na drugą pięcioletnią kadencję. W 1951 roku ustanowił nowe niemieckie odznaczenie państwowe – Order Zasługi Republiki Federalnej Niemiec.

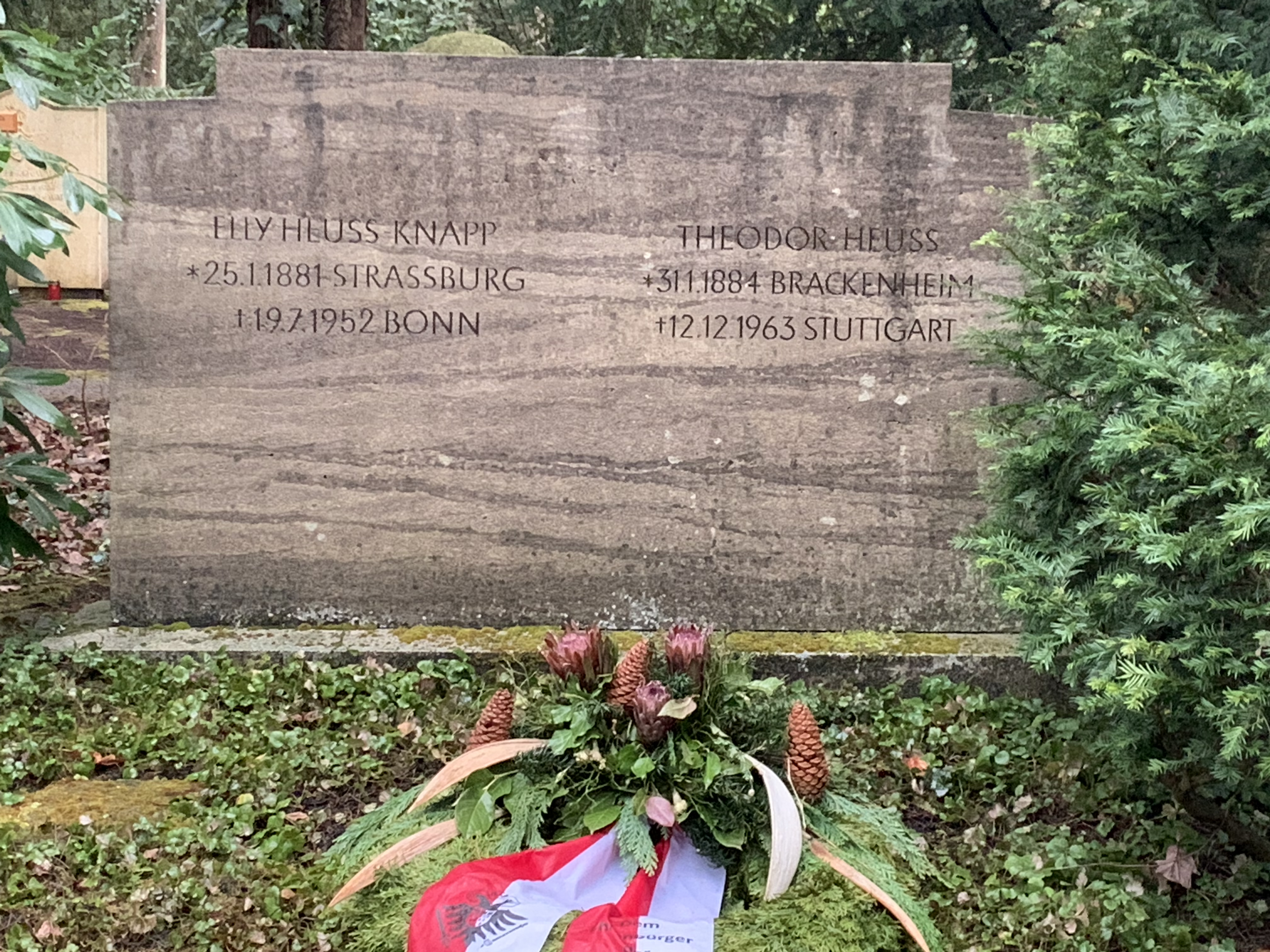
Grób Theodora Heuss i jego żony w Stuttgarcie.

Po zakończeniu drugiej kadencji zamieszkał w Stuttgarcie. W 1963 roku opublikował swoje wspomnienia, w grudniu tego samego roku zmarł wskutek komplikacji po operacji amputacji kończyny dolnej. Został pochowany na Cmentarzu leśnym w Stuttgarcie.
W 1957 imieniem Theodora Heussa nazwano statek ratownictwa morskiego. W 1987 ten 23-metrowy statek został przeprowadzony morzem, rzekami i lądem z Bremerhaven do Monachium, gdzie na dziedzińcu Deutsches Museum udostępniono go do zwiedzania.

## Życie prywatne
11 kwietnia 1908 Heuss zawarł związek małżeński z Elly Knapp (1881–1952), z którą miał syna Ernsta Ludwiga (1910–1967). Ślubu udzielił im Albert Schweitzer, z którym Elly Knapp była zaprzyjaźniona.

## Upamiętnienie
Wizerunek Theodora Heussa został umieszczony na obiegowych monetach okolicznościowych RFN o nominale 2 marek bitych w latach 1970–1987.